# トーベ・ヤンソン
トーベ・マリカ・ヤンソン（Tove Marika Jansson [tuːve mariːka jɑːnsɔn] ( 音声ファイル)1914年8月9日 - 2001年6月27日）は、フィンランドのヘルシンキ生まれのスウェーデン系フィンランド人の画家、小説家、ファンタジー作家、児童文学作家。日本語表記にはトーヴェ・ヤンソンもある。
創作領域は絵画、小説、コミックス、脚本、詩、作詞、広告など多岐にわたり、『ムーミン』シリーズの作者として世界的に有名となった。読者層は幅広く、「9歳から90歳まで」とも表現される。フィンランドでは画家としての評価も高く、水彩画や油彩画、雑誌の風刺画や公共建築の壁画など多くの作品を残している。

## 生涯

### 幼少期
1914年8月9日、フィンランド大公国ヘルシンキで生まれた。母親はスウェーデン＝ノルウェー出身の画家のシグネ・ハンマシュティエン＝ヤンソン、父親はスウェーデン語系フィンランド人の彫刻家のヴィクトル・ヤンソンだった。1910年、シグネとヴィクトルはパリのグランド・ショミエール芸術学校に留学した時に出会い、1913年に結婚してモンパルナスで生活を始めた。しかし生活費がかさんで国からの留学資金が尽きるという経済的な事情や、1914年の第一次世界大戦の勃発によって、フィンランドへと引っ越した。フィンランドではフィンランド語とスウェーデン語が公用語だったが、スウェーデン語の話者は少なく、ヤンソン家は言語面で少数派だった。
トーベが誕生した8月9日は日曜日で、シグネは翌8月10日に「私たちの日曜日の子についての本」を書き、娘の姿を似顔絵と文章で表した。トーベという名前は、北欧神話の神トールに由来するデンマーク系の表記から付けられた。シグネがスケッチをした1歳半のトーベはテーブルの紙に絵を描いており、歩くより前に描くことを覚えていた様子がうかがえる。
フィンランドは1917年2月の独立宣言でロシアから独立し、1918年にはフィンランド内戦が起きた。ヴィクトルも兵士となり、シグネは戦火を避けて娘とともに故郷のストックホルムで暮らした。シグネはトーベの写真や、トーベが描いた絵を戦地のヴィクトルに送った。ヴィクトルは戦地からの手紙で、娘が芸術家になると思うと書き残している。幼少期のトーベは、シグネの仕事を見ているうちに真似をするようになり、やがて話を考えるところから本を作るところまでを1人でするようになった。

### 子供時代、作家デビュー

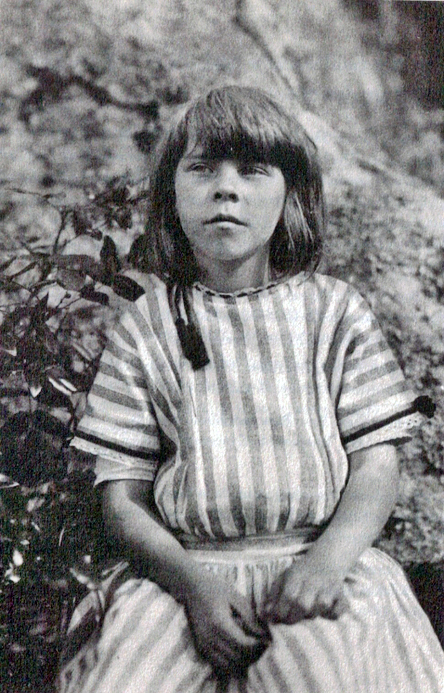
1923年のトーベ

ヤンソン家はヘルシンキのルオッツィ通り4番のアトリエで暮らしたのち、芸術家向けの集合住宅ラッルッカに引っ越した。トーベや弟たちは、芸術と家庭が混ざり合う環境で育った。ヴィクトルの彫刻家としての生計は不安定で、作品の依頼と助成金の他ではコンペの賞金が重要だった。シグネは1924年にフィンランド銀行印刷局のパートに採用され、それが家庭で唯一の定収入だった。1920年代のシグネは小説、詩集、辞典などの挿絵も描いていた。トーベは子供の頃から家計を心配し、絵の仕事で母を助けたいと口にしたり、日記に書いている。
学校はコルケアヴオリ通り23番にあり、ヴィクトルの母校でもあるスウェーデン語系の共学校だった。しかしトーベには規律と詰め込み教育が合わず、のちに「学校のことでよい記憶はほとんどない、というよりも、ほとんど記憶がない」と語っている。トーベはロフトを使って挿絵付きの冊子を自作し、1927年に『サボテンのこぶ』、1928年に『クリスマスソーセージ』という雑誌を作って学校で販売した。夏になると、ヤンソン家はスウェーデンの親戚がいるペッリンゲ群島のブリデー島に行き、トーベは島の暮らしを好んだ。ペッリンゲ群島での体験は、のちのムーミン・シリーズなどの作品の題材となった。
1927年にヒューヴドスタッドブラーデット紙がヤンソン家の取材に訪れた際、トーベは記者のエステル・オーケソンと知り合った。オーケソンの仲介で、トーベは14歳の時にスウェーデン語系の週刊誌『アッラス・クレーニカ（みんなの記録）』に詩と絵を発表し、これが作家デビューとなった。1928年5月にはマンネルヘイム大統領の讃歌を制作し、作者名はトット（Totto）という若い女性として紹介された。
1929年11月には政治風刺を中心とするスウェーデン語系の雑誌『ガルム』に最初の風刺画が掲載された。絵につける文章はシグネとともに考え、出版記録をつけ始めた。オーケソンの担当によって同誌で絵物語の連載が始まり、『プリッキナとファビアナの冒険』という2匹の幼虫を主人公にしたラブコメディーだった。作者名にはトーベ（Tove）が使われ、プロとしてのスタートとなった。トーベは作品が家計の助けになることを経験したが、印刷された表紙の出来が想像と違っていたため失望した。それ以降、色などの指示を編集者や出版社、印刷担当者に伝えるようになった。
挿絵や物語の仕事と並行して、本の自作を続けた。物語への関心が高まったトーベは、『見えない力』というノート2冊分の長い物語も描くようになった。出版社に作品の持ち込みを始め、『サラとペッレと水の精のタコ』という作品はティグルマン社で出版が決まる。しかし企画は5年間延期され、1933年に出版された時の作者名はヴェーラ・ハイとなった。

### 工芸専門学校、アテネウム
1930年5月にトーベは学校を自主退学し、9月30日にシグネの母校でもあるストックホルム工芸専門学校に入学した。叔父のエイナルの家から通学し、女子学生クラスB部で美術学生として広告やデザインを勉強して技法の授業を特に楽しみとした。型にはまった授業や生活には慣れなかったが、芸術家を目指す仲間との出会いは楽しんだ。家計を助けたいという考えもあり、進級について悩み続けた。進級後は美術工芸と印刷を学び、1933年に修了した際には装飾絵画で最高成績が与えられた。絵画クラスには名物教授として知られるオスカル・ブランドベリがおり、ブランドベリはトーベのテンペラ画を見て美大への受験を薦めた。しかし、トーベは美大を受験せず、卒業後は家族のもとへ帰ることを決める。トーベが1933年に工芸専門学校を卒業した際、旅費の問題でシグネは卒業式に出席できなかった。
1933年に帰国したトーベはヘルシンキで家族と暮らし、ヴィクトルの母校でもあるフィンランド芸術協会美術学校（アテネウム）に通った。アテネウムもトーベにとって居心地は良くなかったため、休学をへて夜間コースを選んだ。アテネウムに通いながら挿絵、表紙、ポスター、絵葉書、装飾、宣伝などの仕事を手がけ、画家としての収入が増えていった。文章も書き続けており、1934年には最初の短編小説「大通り」を執筆して『ヘルシンキ・ジャーナル』に掲載された。1935年に画家のサミュエル・ペプロスヴァンニ（サム・ヴァンニ）と知り合い、交際した。のちに交際するタピオ・タピオヴァーラともアテネウムで出会っている。
アテネウムの絵画コースでは性差別を経験した。男性が優先される状況によってクラスの女性は減っていき、トーベとエヴァ・セーデルストレムの2人だけとなった。トーベは1935年春の絵画コースで1等を獲得したが、12月の展示では男性の作品の方が良い場所に飾られた。校内で起きたフィンランド語とスウェーデン語に関する言語闘争もトーベを悩ませた。トーベは「ここで続けても何にもならない」と日記に書き、学生仲間とタハティトルニ通りにアトリエを構えた。ここがトーベにとって最初の自分のアトリエとなる。欠席や休学を繰り返してアテネウムを卒業したあとは、より自分に合った自由芸術学校に入学した。この学校は現代美術の動向や国際性を重視しており、トーベはヒャルマル・ハーゲルスタムらに学んだ。1935年に画家協会会員、1937年には芸術協会会員に属し、1930年代にはヤンソン家は芸術家一家として取材を受けるようになった。

### 遊学
フィンランド国内の言語闘争が続いていた1938年1月、トーベはパリで生活を始めた。留学費用は、クレヨン・コンテ社の絵画コンクールに入賞した賞金などでまかなった。モンパルナスとセーヌ川の左岸を拠点とし、日中はリュクサンブール公園で過ごした。家族に向けた手紙には地図を描いて送り、学んだことをフランス語で記録した。この時期に、かつて両親が住んでいたモンパルナスの一角も訪ねている。
フィンランド人の芸術家が集まるサン・ジャック通りのオテル・デ・テラスに引っ越したトーベは、美術学校のエコール・デ・ボザールに入学した。アンリ・マティスを敬愛するトーベは、マティスにゆかりがある学校として期待していたが、教授の指導や先輩との関係になじめず2週間で通うのをやめた。他方でスイス人のアドリアン・オリーが設立したアトリエでは自分のペースで制作ができたので、トーベはそこに留まった。オリーは芸術家自身に自分の道を決めさせる教育方針をとっており、トーベが自分のスタイルを決める助けになった。6月にはブルターニュも旅行した。
1939年には新たな奨学金を得てイタリア王国を旅行し、パドヴァやフィレンツェの美術館、博物館、修道院、教会をめぐった。トーベはジョットをはじめとするルネサンス芸術を好んだ。イタリア旅行の時期には戦争の気配も近づいており、黒シャツ隊やナチス・ドイツを批判する意見を書き残している。イタリアで最も印象に残ったのはヴェスヴィオ火山の噴火と月の光で、手紙で詳しく描写している。

### 第二次大戦期
イタリアからフィンランドに帰って1ヶ月後の1939年9月に第二次世界大戦が始まった。弟のペル・ウーロフやラルス、友人たちが招集されて兵士となり、1941年にソビエト連邦と継続戦争が始まった。トーベは写真家のエヴァ・コニコフと親友になるが、フィンランド政府はナチス・ドイツと協力していたため、ユダヤ人のエヴァはアメリカ合衆国へ亡命した。トーベは自分のアトリエでパーティーを催して戦争以外のことに関心を向けようとし、他方でエヴァに手紙を書いて心の支えにした。開戦の頃からタピオ・タピオヴァーラと交際したが、意見が異なったため関係は解消された。トーベは政治的な意見の違いでヴィクトルと対立し、1942年には口論が原因でヴァンリッキ・ストール通り3番地にアトリエを借り、家族と離れて住んだ。 1943年には哲学者で政治家のアトス・ヴィルタネンと知り合い、交際した。
パリ生活をヒントにして芸術家の暮らしを書いた短編「あごひげ」などの作品が好評を呼び、トーベの名は次第に知られていった。また、『ガルム』誌の風刺画はヒトラーやスターリンも題材にして、風刺画家として人気を呼んだ。のちのムーミンとなるキャラクターも『ガルム』で1943年に初登場した（後述）。親戚や友人に会うことを避け、戦意高揚的なものからは距離を置いて制作に集中した。空襲対策の灯火制限の中でも制作を続け、1943年にはレオナルド・バックスバッカのギャラリーで最初の個展を開き、戦時中に80点以上の絵画を売った。1944年にはウッランリンナ1番地のアトリエに移った。トーベは塔のように天井が高いアトリエに満足し、このアトリエを生涯を通して使うことになった。イラストをはじめとして多くの仕事を手がけたが、経済的には苦しく、この状況はムーミン・コミックスの連載が始まるまで続いた。

### ムーミン・シリーズの制作

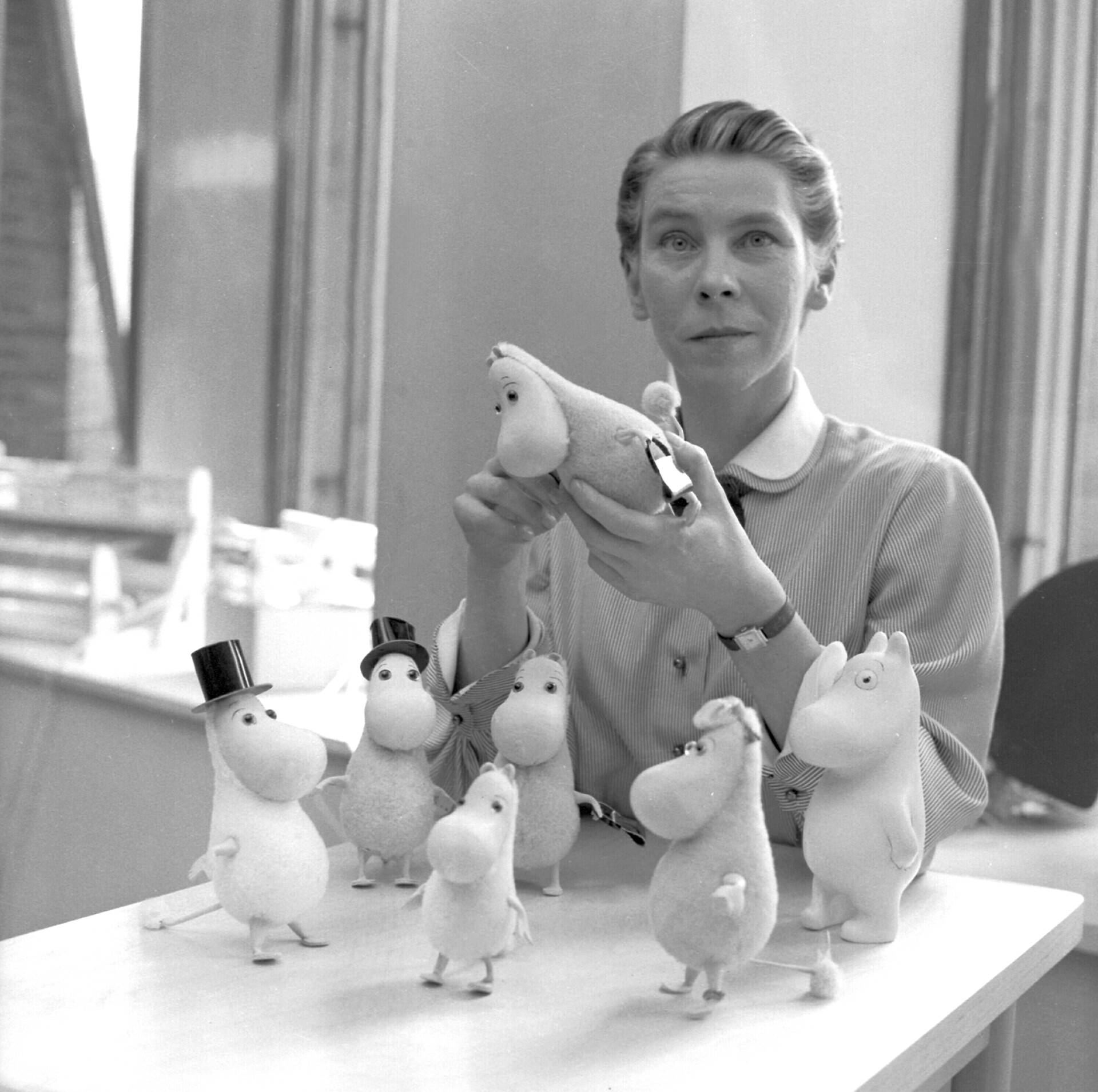
1956年のトーベ

トーベは以前からスノークと呼んでいたキャラクターを、1944年春にムーミントロールとしてあらためて物語に書いた。原稿を読んだアトスは好意的なコメントをして、5月になるとトーベは原稿をセーデルストレム社に持ち込んだ。1945年に最初のムーミンの物語が『小さなトロールと大きな洪水』という書名で出版され、スウェーデンでもハッセルグレン社から出版された。フィンランドではトーベは有望な芸術家とみなされていたが、『小さなトロールと大きな洪水』の出版時に書評をしたのはグールドン・モーネだけだった。スウェーデンでは『小さなトロールと大きな洪水』は注目されなかった。当地では同年に出版されたアストリッド・リンドグレーンの『長くつ下のピッピ』が人気を呼んでおり、戦争の影響がない『ピッピ』に対して、『小さなトロール』は戦争の影響が見て取れるため系統が違うと解釈されたのが原因だった。
ムーミンの物語はトーベの励みになり、2作目の執筆を始める。トーベはアトスとともに彼の故郷のオーランド諸島を訪ねて、北部のサルトヴィークで1945年の夏をすごし、オーランドの風景をムーミンの世界に活かした。当初のタイトルは『ムーミントロールと恐怖の彗星』で、アトスはトーベの草稿に肯定的なアドバイスを書き、トーベは執筆に熱中した。1946年秋に2作目が『彗星追跡』（のちの『ムーミン谷の彗星』）というタイトルで出版された頃には、トーベは3作目の『たのしいムーミン一家』の執筆を始めていた。1946年の秋には、演出家のヴィヴィカ・バンドレルと出会った。トーベにとってヴィヴィカは初の同性の恋人となった。トーベはヴィヴィカによって絵が豊かになり、無駄な名誉欲から解放されたと感じた。
『彗星追跡』もセーデルストレム社で出版されたが、初版の売り上げは芳しくなく続編が検討されなかったため、『たのしいムーミン一家』の原稿はシルツ社に持ち込んだ。1947年10月からは最初のムーミン・コミックスにあたる『ムーミントロールと地球の終わり』の連載を『ニュー・ティード』誌で始めた。連載は1948年4月まで掲載されて好評となり、書籍のファンも増えていった。3作目の『たのしいムーミン一家』は1948年のクリスマス商戦で出版され、スウェーデンでは1949年にフーゴ・イェーベル社が出版し、多くの評論家が高く評価した。1950年には『たのしいムーミン一家』の英訳がイギリスのベン社から出版され、1951年にはアメリカでも出版された。イギリスの新聞『イブニング・ニュース』はムーミンの連載漫画を申し出て、経済的な利点を重視したトーベは契約を交わした。1954年に連載が始まったムーミン・コミックスは世界的に読まれるようになった。スウェーデンやイギリスで人気が出た影響を受けて、フィンランド語への翻訳も進んだ。しかしムーミン・コミックスは連載の重圧や他の活動との掛け持ちのためトーベにとって苦痛となり、弟のラルスが1960年から1975年まで連載を引き継いだ。
1958年にヴィクトルが亡くなった。『ムーミンパパ海へいく』（1965年）は「ある父親に捧げる」と書かれており、ヴィクトルを指している。1970年にシグネが亡くなり、以前から執筆を進めていた『ムーミン谷の十一月』（1970年）を発表した。小説としてのムーミン・シリーズは終了し、以後のトーベは大人向け小説の執筆を続ける。

### 島での生活、晩年

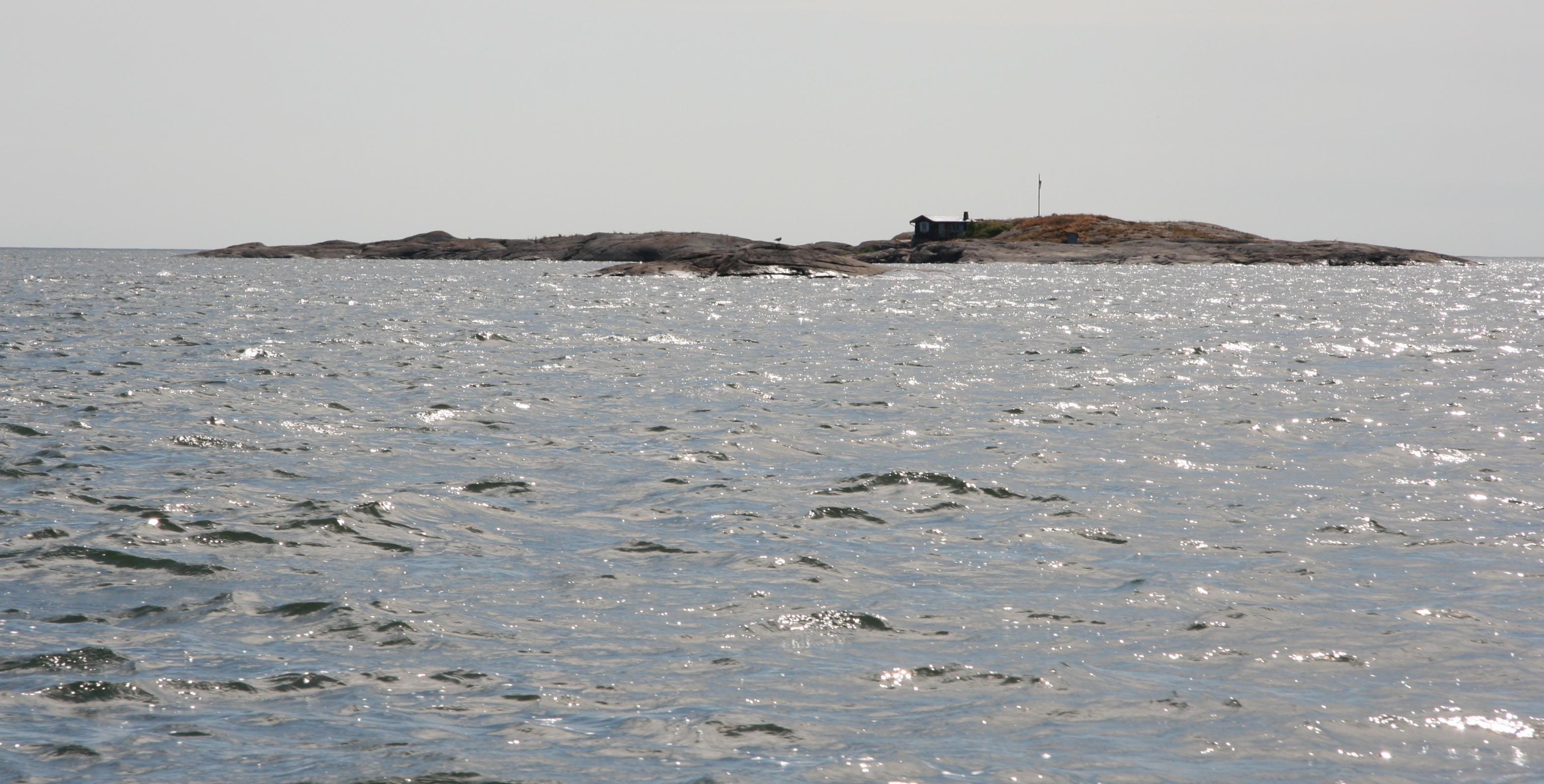
トーベとトゥーリッキが暮らしたクルーヴ島

トーベは1947年からブレッドシャール島で夏をすごすようになった。ラルスの協力で「風配図」と呼ぶ小屋を建て、旗にはムーミンを描いた。島の暮らしはトーベに平安をもたらしたが、次第に住む人数が増えて手狭になった。1955年にフィンランド芸術協会のクリスマスパーティでトゥーリッキ・ピエティラと出会い、1956年にトゥーリッキはブレッドシャール島のトーベの住まいを訪れた。トーベとトゥーリッキは芸術の方向性が異なっていたが人生の価値観は共通しており、同棲生活を始めた。2人とも手作業を好み、旅行やビデオ撮影、のちには縮尺模型を共通の趣味とした。ムーミンの人気によってブレッドシャール島への記者やファンの訪問が増えると、トーベとトゥーリッキは離れ小島のクルーヴ島（小さな小さな獣の爪岩島）に小屋を建てて移り住んだ。2人は夏をクルーヴ島ですごし、冬はヘルシンキのアトリエで寝泊まりしながら制作した。
画業では1960年に再出発を決め、絵画作品の署名は「Tove」から「Jansson」に変えた。執筆業では大人向けの小説が増え、最初の短編小説集『聴く女』（1971年）から1980年代にかけて長編小説3冊と短編小説集5冊を発表した。それまでの作品を演劇、映画、テレビ、ラジオなどのメディアに合わせるための脚本も執筆した。1971年にはフジテレビ放送のアニメ『ムーミン』放映の仕事でトゥーリッキと来日し、その後世界一周旅行を続けた。1990年にはテレビ東京放送のアニメ『楽しいムーミン一家』の監修で来日した。
クルーヴ島での暮らしには不自由な点も多く、年齢による体力の変化も気がかりとなった。トーベとトゥーリッキは1992年に島を明け渡し、1965年から毎年続けてきた島の暮らしを終えた。1990年代に癌をわずらい、公の場に姿を見せたのは1994年にタンペレで開催された国際会議が最後となった。最後の作品として短編小説集『メッセージ』（1998年）を発表したのち、2001年にヘルシンキで死去した。

## 作品
芸術家としてのトーベのアイデンティティは、画家と作家の2つだった。職業を聞かれた時には画家と答えた。自分は個人主義者だとしばしば主張しており、集団の中で同じ方向を向くことは好まなかった。抽象画のような芸術の新しい流れや運動からは距離をおきながら、自分にとって正しい道を選ぼうとした。
トーベの活動には、働くという姿勢が一貫していた。12歳から書き始めた日記には「働く」という言葉が多く使われていた。ヘルシンキのアトリエでは、「創造」や「インスピレーション」という言葉の代わりに「働くこと」や「意欲」が語られた。
トーベが好んでいた芸術書として、フィレンツェの画家チェンニーノ・チェンニーニの『絵画術の書』がある。この本は14世紀の絵画技法の手引書であり、ルネサンス絵画のフレスコ画やテンペラ画の技法を解説しており、フィレンツェの工房の生活や仕事の貴重な記録にもなっている。また、チェンニーニは「40歳までに何かを成し遂げたなら、自分の手で伝記を書かなければならない」と書いており、『ムーミンパパの思い出』に活かされている。
ムーミン・シリーズが広まったのち、児童文学作家について書くことを編集者に打診されたトーベは、『偽者（エセ）児童文学作家』（1961年）というエッセイ集を発表した。講演をもとにした内容で、子供の感性や、クリエイティブであるために必要なことが書かれている。作家は書きたいという想いがあるから表現するのであり、子供の読者があるから書くのではないというトーベの作家論となっている。

### ムーミン・シリーズ
ムーミンの原型となるキャラクターは雑誌『ガルム』の風刺画で1943年に初登場しており、当初の名前はスノークだった。スノークは夢や幻覚などファンタジーに関する文章とともに登場し、風刺画向けの怒った顔をしていた。1944年には『ガルム』以外の絵にもスノークが登場して、作家のサインとしての役割も果たした。1945年8月にトーベは「私の新しい肩書きはスノーク夫人」と書き、『ガルム』のクリスマス号でスノーク姿の自画像を描いた。1952年のインタビューによれば、ムーミントロールという名前は、トーベが16歳の時に叔父のエイナルから聞いた話がもとになっている。
ムーミンの物語は文章と挿絵をともにトーベが手がけ、著者、挿絵画家、デザイナーの全てを自分の役割とした。切り貼りでサンプル本を作り、バランスを見ながら指定を書き込み、絵に番号をつけて配置を指定した。レイアウトではページ構成と絵の配置、文章と余白部分を検討した。ムーミン絵本の『それからどうなるの？』では幼少期の体験をもとに仕掛け絵本を作り、これもレイアウトと製本作業の指示を全て行った。
トーベはムーミンの舞台化やテレビ化にも関わった。初の戯曲は、1949年にヴィヴィカのすすめで執筆した『ムーミントロールと彗星』の舞台版だった。フィンランドではイルッカ・クーシスト作曲のムーミン・オペラが1974年に国立オペラ劇場で上演され、スウェーデンでは1982年にストックホルム王立ドラマ劇場で冒険劇が上演された。舞台監督はヴィヴィカが務めた。スウェーデンのテレビ番組用の脚本も執筆した。1965年にはトーベ作詞、エルナ・タウロ作曲の "Höstvisa" (フィンランド語 "Syyslaulu" 、日本語で『秋の歌』) がフィンランド国営放送音楽賞で3位を受賞した。
トーベにとってムーミンの物語は、戦争中に自分の楽しみとして始めた趣味だった。しかし、ムーミン・コミックスのヒットによって絵画に使える時間が減ると、人々の期待とのバランスを取ることが悩みとなった。コミックス連載中の苦労については、のちに短編小説「連載漫画家」（『メッセージ』収録）で題材にした。

### 絵画、イラスト
自画像、肖像画
小さい頃からスケッチブックや日記に家族や自分を描いた。トーベが展示した最初の作品は自画像で、1933年のヘルシンキで開催されたユーモリスト展で発表した。アテネウム時代に描いた『藤の椅子に座る自画像』（1937年）では、背後の壁に絵がかけられており、イーゼルがあり、画家としてのアイデンティティが強調されている。戦争をきっかけに家族から離れた1940年代に最も多数の自画像を描いており、『毛皮の帽子をかぶった自画像』（1941年）、『オオヤマネコの襟巻きの自画像』（1942年）などがある。画家としての再出発の際にも、手始めに自画像『初心者』（1959年）を描いている。1975年の最後の展示会でも自画像を発表した。
家族や友人、パートナーの肖像も描いた。エヴァ・コニコフの肖像画のように、買い取られないように高値をつけることもあった。戦争中のヤンソン家を描いた『家族』（1942年）という作品もあるが、のちに自ら失敗作として評価している。
風刺画
『ガルム』誌で描いた風刺画は人気を呼び、フィンランドでは一流の風刺画家としても知られた。『ガルム』の編集者ヘンリー・レインとの仕事は良好で、トーベは約24年間この雑誌に関わって表紙画を100枚、風刺画や挿絵を500枚ほど制作した。
1938年のミュンヘン会議をテーマにした絵では、ヒトラーを甘やかされた子供として描き、民族主義者の抗議を呼んだ。ソビエト連邦を風刺した1940年の絵では、スターリンに似た顔の兵士が検閲を受け、修正させられた。1944年のラップランド戦争をテーマにした絵では、複数のヒトラーがラップランドの街で略奪や破壊をしている。日本への原子爆弾投下から1年後の1946年8月には、核戦争を暗示する世界から平和の天使が去っていく絵を描いた。
トーベの作風は過激とみなされて検閲にかかった時もあったが、トーベ自身は『ガルム』の仕事で良かった点として、ヒトラーやスターリンに対して悪態をつけたことを挙げている。トーベは仕事が早く、『ガルム』で培われた技術は、他の新聞や雑誌の仕事にもつながった。
壁画
第二次大戦後のヨーロッパでは、公共空間に芸術作品を展示するパブリック・アートの活動が起こった。トーベはパブリック・アートの技法を学んでおり、多くの依頼を受けた。1947年にヘルシンキ市庁舎の地下に2点のフレスコ画『田舎のパーティー』と『都会のパーティー』、1949年にはフィンランド南部のコトカの幼稚園で7メートルの壁画を描いたほか、レストラン、社員食堂、工場、ホテル、学校、小児科病院などで制作した。最盛期は1953年で、その後70歳になっても描いた。『田舎のパーティー』と『都会のパーティー』には、当時の恋人ヴィヴィカとトーベ自身をモデルにした人物や小さなムーミンも描かれている。
文芸作品の挿絵
1958年にルイス・キャロルの『スナーク狩り』のスウェーデン語版の挿絵を描いた。トーベはこの作品を難解だけれど面白いと評価し、原作の詩だけを読み、他の挿絵を参考にせずに制作した。1965年にキャロルの『不思議の国のアリス』の挿絵を依頼されると、トーベは素晴らしい物語だと評価してホラー仕立てにする提案をした。トーベはキャロルの作品にはホラー的な要素があると考えていたが、出版社に反対された。
1961年にはトールキンの『ホビットの冒険』のスウェーデン語版の挿絵を描いた。これはアストリッド・リンドグレーンからの依頼がきっかけだった。トーベはトールキンの作品にもホラーの要素を見出して魅力的だと考えたが、トーベの表紙案は子供向けではないと出版社が反対し、修正に応じた。できあがった本は結果的に注目されず、後年に挿絵は批判も受けた。トーベは、他の作家の挿絵なら誰の作品を描きたいかという質問で、エドガー・アラン・ポーと答えている。
抽象画
1960年代に画家として再出発をした際は、自然主義的な写実画から次第に変化していった。1950年代から1960年代のフィンランドでは抽象絵画が流行しており、1961年の国際展ではほとんどがアンフォルメルの作品の中で、トーベは静物画を出展した。写実画のスタイルを保ちつつも、次第に抽象化を進めていった。積極的に個展を開き、1960年から1970年までに5回の個展と1回の共同展を行った。

### 物語・小説
トーベは自分の物語に人気がある理由として、「スクルット（ひとりぼっち）」について書いているからではないかと語っている。スクルットとは、どこにいても居心地が悪く、人の輪の外に立っている恥ずかしがり屋を指す。人間は幸せな時もどこかに恐怖感があり、それを認めることでシンプルな世界や穏やかな心を手に入れたり、恐れる気持ちを楽しむことができるとトーベは考えていた。そのためトーベの物語には不安や脅威が描かれている。当時は子供向けと大人向けの本が分かれていたが、トーベの作品は児童書として出版したムーミン・シリーズも大人が読んで楽しめる内容になっており、出版社が戸惑うこともあった。
子供時代の1921年から1924年の間に作った本は14冊が残っており、番号が振られていて、作者名としてトーベ・マリカ・ヤンソンと書いてある。内容はおとぎ話やファンタジー、聖書風の設定や、お化けやぞっとするような出来事が多い。7歳で書いた『プリックはあっという間に息を引き取る』（1921年）は、プリックという犬の病気と死の話だった。『青い騎士』という本の裏表紙には、「トーベの少年少女向け作品」という刊行予定の作品リストがついていた。
1934年に初の短編小説「大通り」を発表したのち、1〜2年に1作のペースで短編を書き続けた。1970年代から大人の読者を想定した物語を執筆し、初の小説集『聴く女』（1971年）を発表した。1970年代以降の小説には孤独や老い、精神の暗部やサスペンス、スリラーも描かれており、ムーミンでは描けなかったことやさらに発展させた内容が含まれている。
長編小説としては『誠実な詐欺師』（1982年）、『石の原野』（1984年）、『フェアプレイ』（1984年）の3冊を発表した。『誠実な詐欺師』は女友達との奇妙な関係、『石の原野』は新聞記者だった男の物書きについての苦悩、『フェアプレイ』は芸術家の関係をもとに共同生活の難しさを描いた。1970年代以降の小説には女性や男性の同性愛がしばしば描かれ、特別ではないこととして扱われている。

### 自伝的作品
トーベは自伝そのものは書かず、自伝的な作品として、『彫刻家の娘』（1968年）や『島暮らしの記録』（1993年）を発表した。『彫刻家の娘』は子供時代を中心とした内容で、書名にある彫刻家とは父ヴィクトルを指す。『島暮らしの記録』はトゥーリッキとのクルーヴ島での暮らしが書かれており、トゥーリッキが挿し絵を描いた。
1970年代から1990年代にかけてトゥーリッキとヤンソンが撮影した映像をもとにした映像作品として、『Matkalla Toven kanssa（トーベ・ヤンソンの世界旅行）』（1993年）、『Haru – yksinäisten saari（ハル、孤独の島）』（1998年）、『トーベとトゥーティの欧州旅行（Tove ja Tooti Euroopassa）』（2004年）のドキュメンタリー3部作がある。

### 模型
トーベとトゥーリッキは、ムーミン世界の模型を作った。きっかけは医師のペンッティ・エイストラが趣味で作ったムーミン屋敷のミニチュア模型を見せたことだった。2人はより大きなムーミン屋敷の模型に取りかかり、夏はクルーヴ島で作業をした。3年間をかけて2メートルの模型を完成させ、各地の展示会をめぐった。木工が得意なトゥーリッキはその後も制作し、ムーミン・シリーズの41の場面が模型になった。この屋敷は短編小説「人形の家」や、写真絵本『ムーミンやしきはひみつのにおい』のもとになった。

## 制作環境

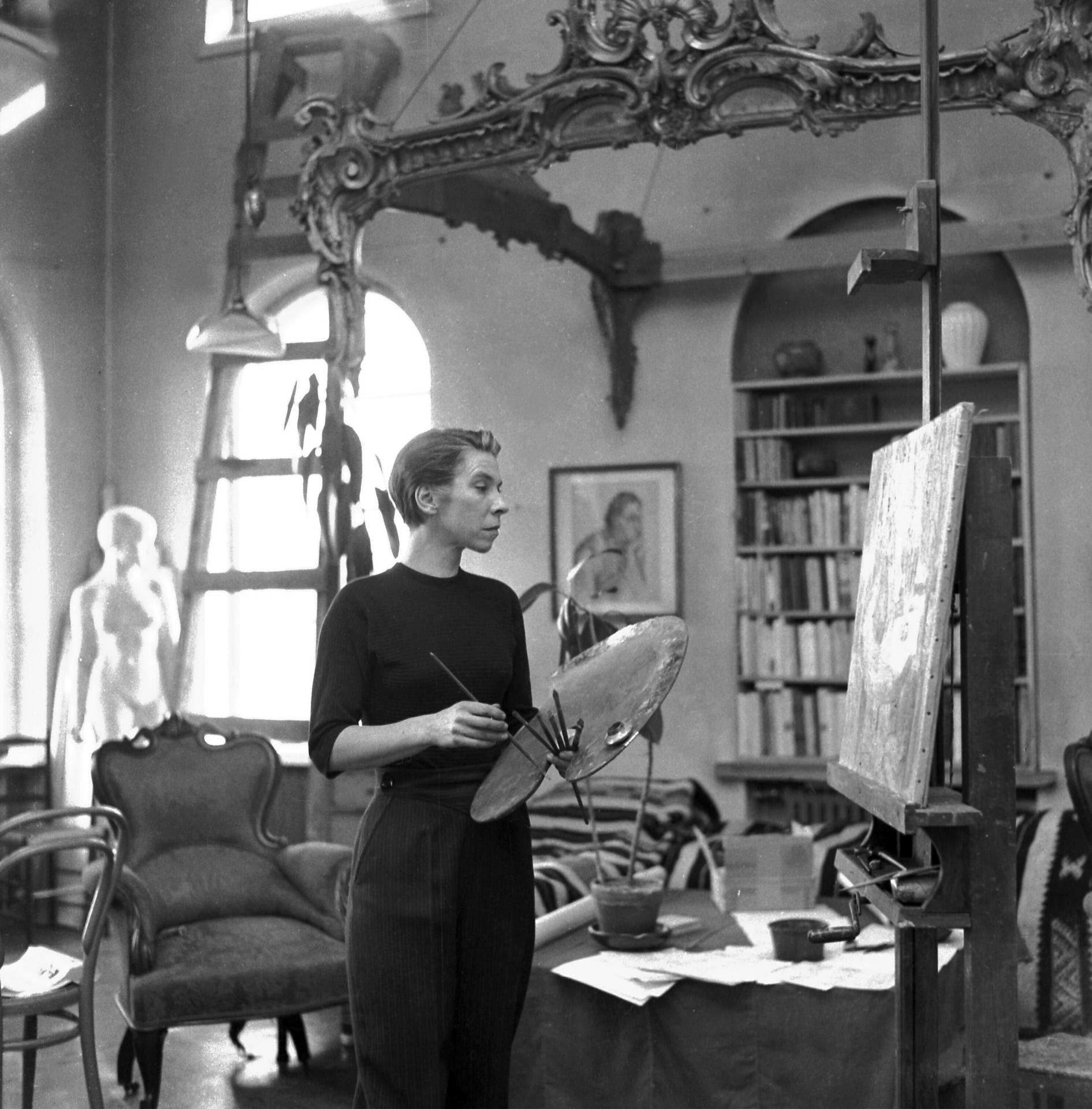
ウッランリンナ1番地のアトリエのトーベ

### 制作ノート
制作において詳細なノートを作った。絵画の制作ノートでは、1930年代のスケッチブックに「金の皮と皮の染色」というタイトルで皮革の染色について書かれている。羊皮紙、ステンドグラスや特殊な素材、テキスタイル、油彩についての覚書もある。1943年のノートには「素材」というタイトルでバレットの手入れや、フレスコ画の技法について書いている。
登場人物の登場の仕方や変化の仕方、展開などもノートに記録した。たとえば『ムーミンパパ海へ行く』の準備では、風向きが変わる時間や鳥の渡りについて書いている。絵本『それからどうなるの？』では印刷技術の指示、色の組み合わせについて書いている。

### アトリエ
1944年から約60年間にわたって使ったウッランリンナ1番地の住宅兼アトリエは、ビルの最上階の角部屋にあり、天井は約7メートルあった。トーベはこのアトリエを気に入って多額の借金をして買い取り、絵画制作やムーミン・コミックスの連載によって返済した。かつてトーベが絵画を学んだハーゲルスタムが使っていた場所でもあり、トーベが入居した時期にはすでにハーゲルステムは戦死していた。
1960年頃にアトリエの改装をおこない、パートナーだったトゥーリッキの弟夫妻であるレイマとライリ・ピエティラが設計した。高窓の下にベンチを置き、天井に欄干を渡して吊り戸棚やロフトを追加した。螺旋階段は鏡がある部屋に続き、寝椅子、本棚、キャビネットがあった。アトリエ部分にはベンチ、テーブルと本棚、絵画や父ヴィクトルの彫刻、模型などが置かれた。キッチンとバスルームのどちらかしか置けず、トーベはバスルームを選んだ。改装が終わる頃にトゥーリッキが隣の建物に引っ越してきたので、アトリエとトゥーリッキの部屋を屋根裏の通路でつないだ。窓からはヘルシンキの海が見え、ロフトにベッドを置いていた。トーベは昼間から強い酒とタバコをたしなんでいたという。
クルーヴ島の小屋では、1964年から1992年まで毎年の夏をトゥーリッキと暮らした。レイマとライリ・ピエティラが設計し、トゥーリッキが木材関係、トーベが石材関係を分担して建てた。ワンルームと地下室があり、2人はムーミンのパペット・アニメのための模型や人形を小屋で制作した。

### 蔵書
ヤンソン家には、シグネの仕事の影響もあり蔵書が豊富だった。子供時代のトーベはセルマ・ラーゲルレーフ『ニルスのふしぎな旅』やルイス・キャロル、エルサ・ベスコフを読んだ。トーベは冒険譚が好きでラドヤード・キップリングの『ジャングル・ブック』を特に好んだ。子供時代に書いた物語『見えない力』は、ジュール・ヴェルヌやコナン・ドイル、エドガー・ライス・バロウズらにヒントを得ている。大人向けの作品では、エドガー・アラン・ポーの恐怖小説を9歳の時に読み、他にヴィクトル・ユーゴー、トーマス・ハーディー、ロバート・ルイス・スティーヴンソン、ジョセフ・コンラッドなどを読んだ。
トーベは蔵書票を自分でデザインし、職業、性別、情熱、海、錨などをシンボルとして描いた。ラテン語で「LABORA ET AMARE」と書かれており、文法的に正確ではないものの「働け、そして愛せよ」というメッセージだった。

### 手紙
トーベは読者から届く手紙に全て目を通し、自分で返事を書いた。時間はかかったが、返事を書かない方が負担になると考えていた。手紙のやりとりは、「文通」「クララからの手紙」「メッセージ」（いずれも『メッセージ』収録）などの小説の源泉にもなった。最多では年間2000通に達した。

## 家族、交友関係

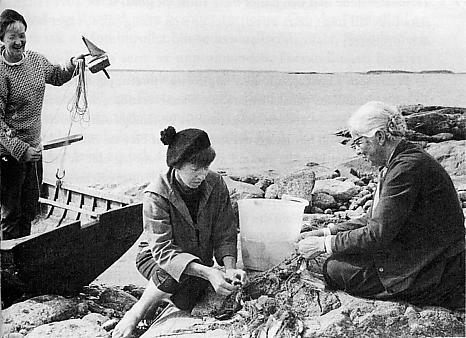
漁をするトーベ（中央）、パートナーのトゥーリッキ（左）、シグネ（右）

### 両親
スウェーデンのストックホルム出身のシグネ（愛称ハム）と、フィンランドのヘルシンキ出身のヴィクトル（愛称ファッファン）は、ともに伝統とは異なる価値観を持っていた。シグネは自らを婦人参政権論者と呼び、ヴィクトルは一族の反対を押し切って芸術家の道を選んでいた。
画家でデザイナーのシグネは、トーベが最初に絵を教わった人物でもあった。トーベはシグネから勤勉さも学んだ。シグネはフィンランド銀行の紙幣の絵を描き、切手デザイナーとしても活動した。本の装丁では自分の手がけた本が同時に並ぶことを意識して、それぞれ画風を変えていた。挿絵では『ガルム』誌に創刊から関わり、『ガルム』の仕事はトーベに引き継がれていった。他方で女性の芸術家は夫の陰にかくれて評価されない風潮にあり、父の要求に従う母を見て、トーベは女性の社会的な立場について考えるようになった。シグネはムーミンママのモデルだとトーベは語っている。
彫刻家のヴィクトルは、線が柔らかい女性像や、繊細な子供像を多く制作した。トーベをモデルにした彫刻作品も何点か制作している。ヴィクトルはフィンランド内戦では政府側の白衛隊に属して戦い、内戦の経験でふさぎがちになり、親ドイツ的でユダヤ人を嫌った。シグネは夫について「戦争で壊れてしまった」とも表現した。トーベとヴィクトルは政治について意見が合わず、関係を修復するのは第二次大戦後となった。トーベによれば、ヴィクトルは悲観的な性格だったが、嵐が近づくと別人のように好奇心旺盛で面白くなり、子供を連れて冒険に出かけたという。ヴィクトルの作品は、エスプラナーディ公園やカイサニエミ公園に展示されており、トーベの墓石にもヴィクトルの彫刻が使われている。

### 弟
トーベは長女であり、弟のペル・ウーロフ・ヤンソンとラルス・ヤンソンがいた。ペル・ウーロフは短編小説集『若き男、ひとり歩く』（1945年）でデビューしたのちに写真家となった。写真絵本『ムーミンやしきはひみつのにおい』（1980年）では、ペル・ウーロフが撮影したムーミン屋敷の写真が使われている。その他にも、『彫刻家の娘』や『少女ソフィアの夏』などトーベの作品に写真を提供した。ペル・ウーロフによれば、トーベはスポーツ選手のような体格で良い被写体だったが、写真に撮られることがとても苦手だったという。
末弟のラルスは15歳で冒険物語『トルトゥガの宝』（1941年）を発表して好評となり、『支配者』（1945年）や『我は我が不安なり』（1950年）など執筆を続けつつ、1940年代はトーベと『ガルム』誌で共作をした。ラルスはムーミン・コミックスの連載当初からトーベを手伝っており、トーベが連載を悩んだために後任となって連載を続けた。

### 親戚
シグネの兄弟にあたるスウェーデンの叔父たちは冒険が好きで探検家気質の者が多く、子供時代のトーベに影響を与えた。ストックホルム工芸専門学校の生徒時代は、地元にいた叔父のエイナルやウロフのもとで暮らした。トーベは短編「我が愛しき叔父たち」（『メッセージ』収録）などで彼らをモデルにした。
伯母のエルサはドイツ人牧師のフーゴと結婚してドイツで暮らしており、トーベはフランスやスイスを旅行する際にエルサの家を拠点にした。エルサは、ナチス・ドイツ政権下の事情を手紙では書けないので、見たことをシグネに伝えて欲しいとトーベに話した。トーベは当時の体験を短編「カーリン、わたしの友達」（『メッセージ』収録）に書いている。
弟ラルスの娘でトーベの姪にあたるソフィア・ヤンソンは、長編小説『少女ソフィアの夏』（1972年）のモデルになった。『少女ソフィアの夏』は、ソフィアの他にラルスとシグネをモデルとする登場人物が中心となり、家族で夏をすごした小島が舞台となっている。

### 友人、パートナー
写真家のエヴァ・コニコフは生涯を通じた親友だった。エヴァはロシア革命によってフィンランドに亡命したユダヤ人で、第二次大戦時にアメリカへ亡命した。2人は文通で交流を続け、トーベは文通を題材にした短編「コニコヴァへの手紙」（『メッセージ』収録）を書いている。トーベがトゥーリッキと世界一周旅行をした際、2人はニューヨークで再会した。
画家のサミュエル・ペプロスヴァンニは、1935年にトーベと知り合い交際した。トーベはサミュエルを題材とした木炭画やカレワラ風の作品を制作し、サミュエルは1940年にトーベの肖像を木炭画で描いた。トーベはサミュエルを芸術家として尊敬したが、サミュエルの喋りすぎる癖は苦手だった。サミュエルは年長者でユダヤ人であったため、2人の交際を知った両親はショックを受け、トーベは両親の反応を悲しんだ。サミュエルは、トーベの短編「サミュエルとの会話」（『メッセージ』収録）にも登場している。
画家・デザイナーのタピオ・タピオヴァーラは、トーベとアテネウムで知り合い、第二次大戦の頃に交際した。トーベにとって、タピオはフィンランド語を母語とする初めての親しい友人でもあった。トーベが自立を望み、子供を望むタピオとは意見が異なったため1942年に関係は解消された。タプサという愛称で、トーベの短編「卒業式」（『メッセージ』収録）などに登場している。
哲学者・政治家のアトス・ヴィルタネンは、第二次大戦中から戦後にかけてトーベと交際した。きっかけはアトスが屋敷で開催したパーティーで、トーベはバイタリティがありパーティー好きなアトスに魅力を感じた。しかし当時のフィンランドにおいてカップルの同棲は「狼夫婦」と呼ばれて非難され、しかも女性に非難が向けられる傾向にあった。このためにトーベはアトスと結婚しない点を周囲から意見されることもあった。トーベは一時はアトスとの結婚を考えるが、アトスは常に多忙でトーベと過ごす時間が短く、友人関係へと変わっていった。広い帽子とパイプを持ち、放浪を続けるアトスは、ムーミン・シリーズのスナフキンのモデルにもなった。アトスは政治的には左派で地下活動の経験があり、1944年のトーベの記録では夕食をしながら襲撃を心配したことも書かれている。
1940年代に交際した舞台監督のヴィヴィカ・バンドレルは、トーベにとって初の同性の恋人だった。当時は法律上の問題もあり、2人は交際を隠していた。2人の関係が解消したのちも、ヴィヴィカはトーベと共に仕事をし、アドバイスを与えた。『たのしいムーミン一家』（1948年）には、トーベとヴィヴィカをモデルにしたトフスランとヴィフスランというキャラクターが登場する。
1950年代からパートナーとなったのは、グラフィック・アーティストのトゥーリッキ・ピエティラだった。2人はクルーヴ島で暮らし、世界一周旅行をはじめ各地を旅した。トゥーリッキはムーミン谷博物館に納められた数多くのムーミンフィギュアやムーミン屋敷の制作でも知られ、『ムーミン谷の冬』（1957年）に登場するトゥーティッキー（おしゃまさん）のモデルになっている。トーベは『ムーミン谷の冬』を執筆できたのはトゥーリッキのおかげだと語っている。

### 動物
ヤンソン家は動物とも暮らした。大戦後の物々交換での勘違いがきっかけで猿がやって来て、父ヴィクトルが世話をした。ヴィクトルと猿の関係はトーベの小説『彫刻家の娘』にも描かれている。黒猫のプシプシーナは、トーベのアトリエとトゥーリッキの部屋を行き来していた。プシプシーナは『島暮らしの記録』に登場している。

## 評価
ムーミン・コミックスの連載は1954年に始まり、最盛期は40カ国の新聞に掲載され、読者は2000万人に達した。ムーミンは子供も大人も楽しめる作品として人気を得たが、他方で児童書は子供向けにのみ書くべきだという批判があり、ムーミンに対する反対運動も起きた。1949年の舞台版ムーミンの表現をめぐっては、子供の親から苦情が寄せられた。トーベは解釈は観客のものという持論だったが、子供向けとして適切な表現ではないという批判には「そうなると「ひどい」という言葉自体を禁じなければならない」というコメントを掲載した時もあった。『ムーミン谷の冬』出版後は数々の受賞によって評価が高まり、ムーミン流のライフスタイルは読者にとって憧れにもなった。1950年代のトーベはアカデミックな場での朗読会や講演に頻繁に出席したが、消耗を避けるために1960年代以降は学生からの申し出を断るようになった。
トーベが活動した当時のフィンランドにおいて、芸術家といえば男性を指す風潮があり、美術界での評価は遅れた。芸術レビューである『フィンランド美術』の1970年版にはトーベ自身の項目はなく、父ヴィクトル・ヤンソンの項目で『彫刻家の娘』の著者として紹介されていた。1998年の改訂版で、トーベは自身の作品とともに掲載され、国際的なイラストレーターと説明された。
トーベがスウェーデン語系のフィンランド人であることから、スウェーデンとフィンランドを中心に研究が進められている。トーベの作品が本格的に文学研究の対象となったのは1980年代以降だった。画家やコミック作家の面からの研究もなされている。1994年8月にタンペレでトーベに関する初の国際会議が開催され、その一環として80歳の誕生日を記念する個展も催された。
性的平等を目標に活動する北欧諸国の団体は、トーベを先駆者として評価している。1980年代以降のジェンダー研究を受け、セクシュアリティの面からの研究もなされるようになった。トーベは研究者に協力して、論文発表会にも参加した。トーベとトゥーリッキは大統領官邸などの公の場に同席し、独立記念祝賀会に招待されたフィンランド史上初の同性愛カップルとなった。

### 主な受賞歴
- 1958年 - 『ムーミン谷の冬』がエルサ・ベスコフ賞挿絵部門、ルドルフ・コイヴ賞[220]
- 1963年 - スウェーデン語系フィンランド人文化賞[220]
- 1966年 - 国際アンデルセン賞作家賞[220]
- 1970年 - ヘッファクルンプ賞[221]
- 1972年 - スウェーデン・アカデミーのフィンランド賞（英語版）、モールバッカ賞[221]
- 1973年 - アルベルト・ゲブハルト勲章[221]
- 1976年 - プロ・フィンランディア勲章（英語版）[221]
- 1980年 - ヘルシンキ市文化賞[222]
- 1992年 - セルマ・ラーゲルレーヴ賞（英語版）[223]
- 1993年 -フィンランド賞（フィンランド語版）[223]
- 1994年 - スウェーデン・アカデミー大賞[223]

## 資料、伝記
トーベは自分の記録を管理し、資料の多くを寄贈している。草稿と読者からの手紙はオーボ・アカデミー大学に贈った。ムーミン・シリーズの原画は、タンペレ市美術館に約2000点を寄贈した。研究者に渡す資料も管理し、誰に何を送ったかも記録した。ノートには自作の情報を記録し、よく聞かれる質問に対する答えも用意していた。
トーベの伝記として、スウェーデンでは文学研究者ボエル・ヴェスティンによる『トーベ・ヤンソン 人生、芸術、言葉』（2007年）、フィンランドでは美術史家トゥーラ・カルヤライネンによる『ムーミンの生みの親、トーベ・ヤンソン』（2013年）などが刊行された。2020年にはフィンランドで伝記映画『TOVE／トーベ』が制作された。30代から40代にかけてのトーベを描いており、ザイダ・バリルートが監督し、トーベ役はアルマ・ポウスティが演じた。

## 主な作品リスト

### ムーミン・シリーズ
- 『小さなトロールと大きな洪水（英語版）』（1945年、Småtrollen och den stora översvämningen）
- 『ムーミン谷の彗星』（1946年、Kometjakten）
- 『たのしいムーミン一家』（1948年、Trollkarlens hatt）
- 『ムーミンパパの思い出（英語版）』（1950年、Muminpappas bravader）
- 『ムーミン谷の夏まつり（英語版）』（1954年、Farlig midsommar）
- 『ムーミン谷の冬』（1957年、Trollvinter）
- 『ムーミン谷の仲間たち（英語版）』（1962年、Det osynliga barnet och andra berättelser）
- 『ムーミンパパ海へいく（英語版）』（1965年、Pappan och havet）
- 『ムーミン谷の十一月（英語版）』（1970年、Sent i November）

ムーミン関連絵本
- 『それからどうなるの？（英語版）』（1952年、Hur Gick Det Sen?）
- 『さびしがりやのクニット（英語版）』（1960年、Vem ska trösta Knyttet?）
- 『ムーミン谷へのふしぎな旅（英語版）』（1977年、Den farliga resan）
- 『ムーミンやしきはひみつのにおい（英語版）』（1980年、Skurken i Muminhuset）（ペル・ウーロフ・ヤンソンの写真にトーベが文を書いた、写真絵本。）

ムーミン・コミックス
- ムーミン・コミックス（1954年 - 1975年） - ラルス・ヤンソンとの共作。

### 絵画、イラスト
- 『藤の椅子に座る自画像』（1937年）
- 『青いヒヤシンス』（1939年、Blå hyacint）
- 『自画像、煙草を吸う娘』（油彩、1940年、självporträtt, Rökande flicka）
- 『毛皮の帽子をかぶった自画像』（油彩、1941年、Självporträtt med skinnmössa）
- 『オオヤマネコの襟巻きの自画像』（油彩、1942年、Loboa）
- 『家族』（油彩、1942年、Familien）
- 『田舎のパーティー』『都会のパーティー』（フレスコ画、連作。1947年、Fest på landet, Fest i stan）
- 『暖かいストーブのそばで』（油彩、1953年）
- 『初心者』（油彩、1959年、Nybörjare）
- 『二脚の椅子』（油彩、1960年、Stolar）
- 『嵐』（油彩、1963年、Storm）
- 『風化』（油彩、1965年、Förvittring）
- 『風力階級八級』（油彩、1966年、Åtta beaufort）
- 『自画像』（油彩、1975年、Självporträtt）
- 『グラフィックデザイナー』（油彩、1975年、Grafikern） - トゥーリッキを描いた作品

雑誌
- 『ガルム』（1929年 - 1953年）

文芸書挿絵
- ルイス・キャロル『スナーク狩り』（1958年）
- ルイス・キャロル『不思議の国のアリス』（1965年）
- J・R・R・トールキン『ホビットの冒険』（1961年）

### 小説
長編小説
- 『誠実な詐欺師（英語版）』冨原眞弓訳、筑摩書房、2006年（1982年、Den ärliga bedragaren）
- 『石の原野』冨原眞弓訳、筑摩書房、1996年（1984年、Stenåkern）
- 『フェアプレイ（英語版）』冨原眞弓訳、筑摩書房、1997年（1989年、Rent spel）

短編小説集
- 『聴く女』冨原眞弓訳、筑摩書房、1998年（1971年、Lyssnerskan）
- 『少女ソフィアの夏（英語版）』渡部翠訳、講談社、1993年（1972年、Sommarboken）
- 『太陽の街』冨原眞弓訳、筑摩書房、1996年（1974年、Solstaden）
- 『人形の家』冨原眞弓訳、筑摩書房、1997年（1978年、Dockskåpet och andra berättelser）
- 『軽い手荷物の旅』冨原眞弓訳、筑摩書房、1995年（1987年、Resa med lätt bagage）
- 『クララからの手紙』冨原眞弓訳、筑摩書房、1996年（1991年、Brev från Klara och andra berättelser）
- 『メッセージ トーベ・ヤンソン自選短篇集』久山葉子訳、フィルムアート社、2021年（1998年、Meddelande. Noveller i urval 1971-1997） - トーベの自選によるベスト版短編集[228]。

### 自伝的作品
- 『彫刻家の娘』香山彬子訳、講談社、1973年 / 冨原眞弓訳、筑摩書房、1991年（1968年、Bildhuggares dotter）
- 『島暮らしの記録』トゥーリッキ・ピエティラ画、冨原眞弓訳、筑摩書房、1999年（1993年、Anteckningar från en ö）